# Royal Artillery

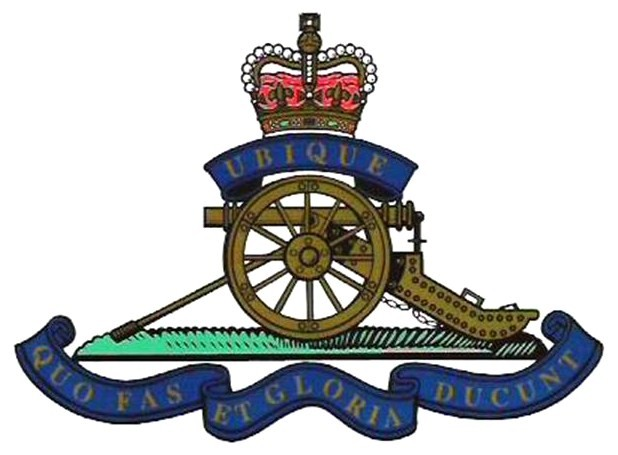
Das Wappen der Royal Artillery zeigt ober- und unterhalb der Feldkanone die Wahlsprüche „Ubique“ und „Quo Fas et Gloria Ducunt“

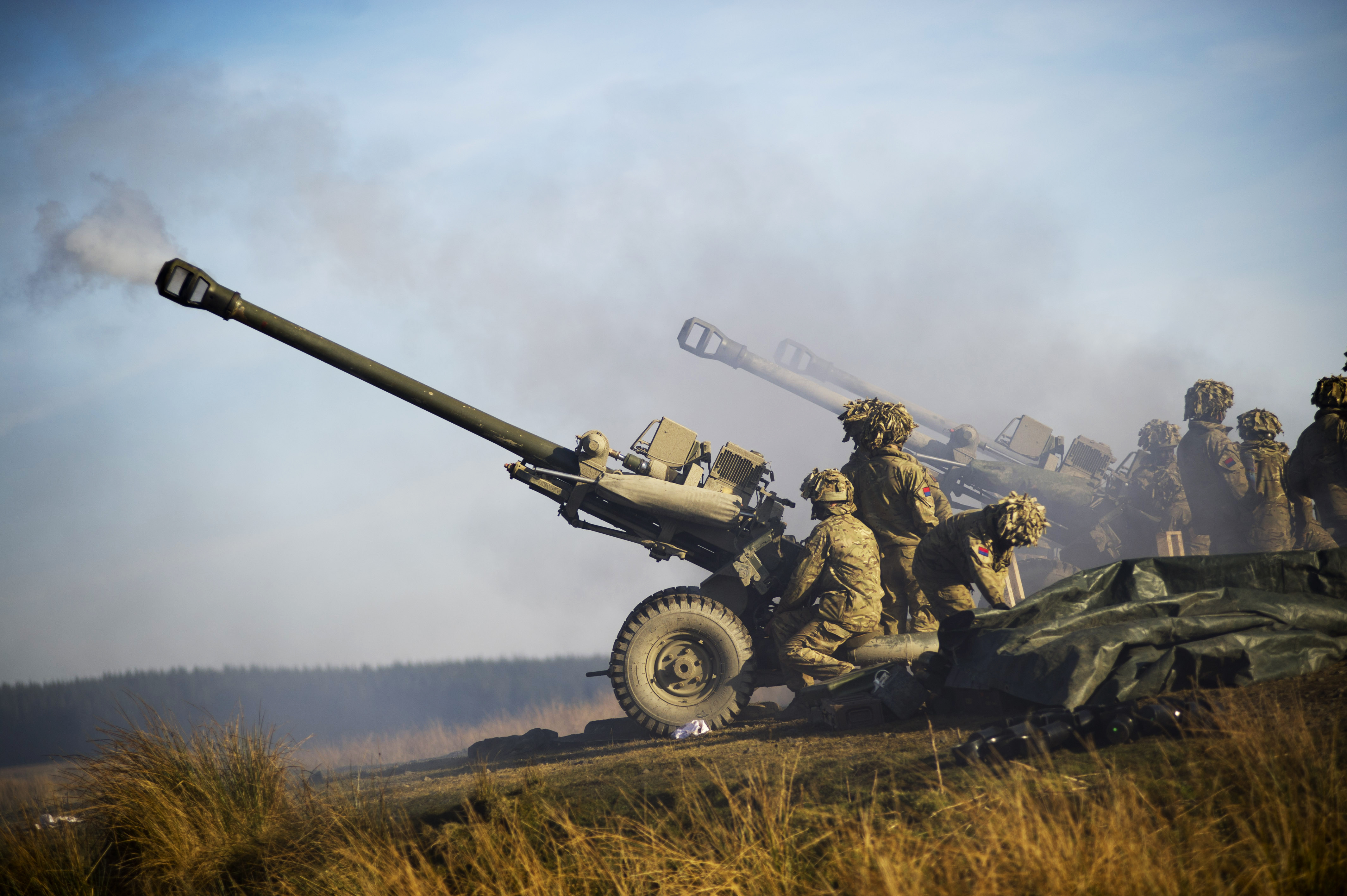
Die britische 105-mm-L118 Light Gun ist die Standardwaffe der Royal Artillery, hier 2013 im Übungseinsatz

Die Royal Artillery (Königliche Artillerie, genau: Royal Regiment of Artillery) ist eine Truppengattung der britischen Streitkräfte. Sie gehört zu den Kampfunterstützungstruppen der British Army. Umgangssprachlich als die „Gunners“ (Kanoniere) bekannt, besteht die Truppe aus 18 Regimentern, von denen fünf Reservisteneinheiten sind, sowie der King’s Troop, Royal Horse Artillery und verschiedenen Ausbildungs- und Führungseinheiten.

## Geschichte
Die Artillerietruppe wurde durch Erlass von König Georg I. im Jahr 1716 in Woolwich, in South-East London, gegründet. Es entstanden zunächst zwei mit Feldkanonen ausgerüstete Kompanien zu je 100 Soldaten. Der Ausdruck Royal Artillery wurde erstmals 1720 verwendet. 1722 wurden zwei weitere Kompanien aufgestellt und mit bestehenden Artillerie-Kompanien in Gibraltar und Menorca zum Royal Regiment of Artillery unter dem Kommando von Oberst Albert Bogard geformt. 1741 entstand eine Kadetteneinheit und 1757 bestand das Regiment bereits aus 24 Kompanien, die auf zwei Bataillone verteilt waren. Bis zum Ende des 18. Jahrhunderts entstanden weitere Regimenter, darunter die Royal Horse Artillery, mit deren Hilfe auch schnell operierende Kavallerieeinheiten unterstützt werden konnten. Das 1756 gegründete Royal Irish Regiment of Artillery wurde 1801 in die Royal Artillery eingegliedert. 1862 wurden auch die Artilleriebatterien der British East India Company integriert, womit zu dem Zeitpunkt die Truppe aus 29 Kavallerie-, 73 Feld- und 88 schweren Batterien bestand.
Ende des 19. Jahrhunderts wurde die Royal Artillery in drei korpsähnliche Verbände getrennt: die Kavallerie- und Feldeinheiten wurden zusammengefasst, ebenso die Küsten-, Berg-, Belagerungs- und schwere Artillerie. Angehörige dieser Einheiten trugen Kavallerieuniformen. Eine dritte Gruppe betraf die Nachschubeinheiten, die mit Infanterieuniformen ausgestattet wurden. Im Ersten Weltkrieg kam es zu einer erheblichen Aufrüstung: im Jahr 1917 waren 548.000 Soldaten in 1.769 Batterien (verteilt auf über 400 Brigaden) eingesetzt. 1924 wurden die drei, vormals separat operierenden Korps wieder zu einem Verband zusammengelegt. 1938 wurden Brigaden auch wieder als Regimenter bezeichnet. Im Zweiten Weltkrieg waren in den 960 Artillerieregimentern rund eine Million Soldaten eingesetzt, womit die Royal Artillery über mehr Truppen verfügte als die Royal Navy. Mit Kriegsende kam es zu erheblichen Reduktionen bei der Mannstärke, das Ende des Kalten Krieges führte zu einer weiteren Verkleinerung der Truppe auf heute 18 Regimenter, von denen 13 mit Berufssoldaten und fünf mit Reservisten bestückt sind.

## Gliederung
König Charles III. ist  als Captain General Oberbefehlshaber der Royal Artillery. Der König wird bei der Führung traditionell vom Master Gunner, St James’s Park (seit 2017 der pensionierte Generalleutnant Sir Andrew Gregory) beraten.
Das Oberkommando der Truppe wurde im Jahr 2008 von Woolwich nach Larkhill im Osten der Salisbury Plain, rund 16 Kilometer nördlich von Salisbury verlegt. Hier befindet sich auch die 1915 gegründete Royal School of Artillery und als Ausbildungsregiment das 14th Regiment RA. Zukünftig soll hier auch das bis zum Jahr 2016 in Woolwich beheimatete Royal Artillery Museum eingerichtet werden.
Die Regimenter werden namentlich traditionell in Royal Artillery (RA) und Royal Horse Artillery (RHA) unterschieden – eine Einteilung, die keinen Bezug mehr zum heutigen Einsatz oder der Bewaffnung hat. Die Regimenter mit Berufssoldaten tragen ein- oder zweistellige Nummerierungen; die fünf Reservisten-Regimenter (Army Reserve) werden dreistellig nummeriert.

## Regimenter und Ausrüstung
Die Ordnung erfolgt nach der jeweiligen Standard-Hauptausrüstung.

### Feldhaubitze 105 mmL118
- 3rd Regiment RHA
- 4th Regiment RA („The North East Gunners“)
- 7th Parachute Regiment RHA („The Airborne Gunners“)
- 29th Commando Regiment RA („The Commando Gunners“)
- 103rd Regiment RA
- 105th Regiment RA („The Scottish and Ulster Gunners“)
- The King’s Gurkha Artillery[2]

### PanzerhaubitzeAS90
- 1st Regiment RHA
- 19th Regiment RA („The Scottish Gunners“)
- 26th Regiment RA („The West Midland Gunners“)

### MehrfachraketenwerferGMLRS
- 101st Regiment RA

### FlugabwehrsystemStarstreak HVM
- 12th Regiment RA („The Lancashire & Cumbrian Gunners“)
- 106th Regiment RA („Yeomanry Regiment“)

### FlugabwehrsystemRapier FSC
- 16th Regiment RA („The Invicta Gunners“)

### Unbemannte FlugsystemeUAS
- 32nd Regiment RA („The Wessex Gunners“)
- 47th Regiment RA („The Hampshire & Sussex Gunners“)
- 104th Regiment RA

### Aufklärungs- und Zielerfassungssysteme (Surveillance Target Acquisition)
- 5th Regiment RA („The Yorkshire Gunners“)

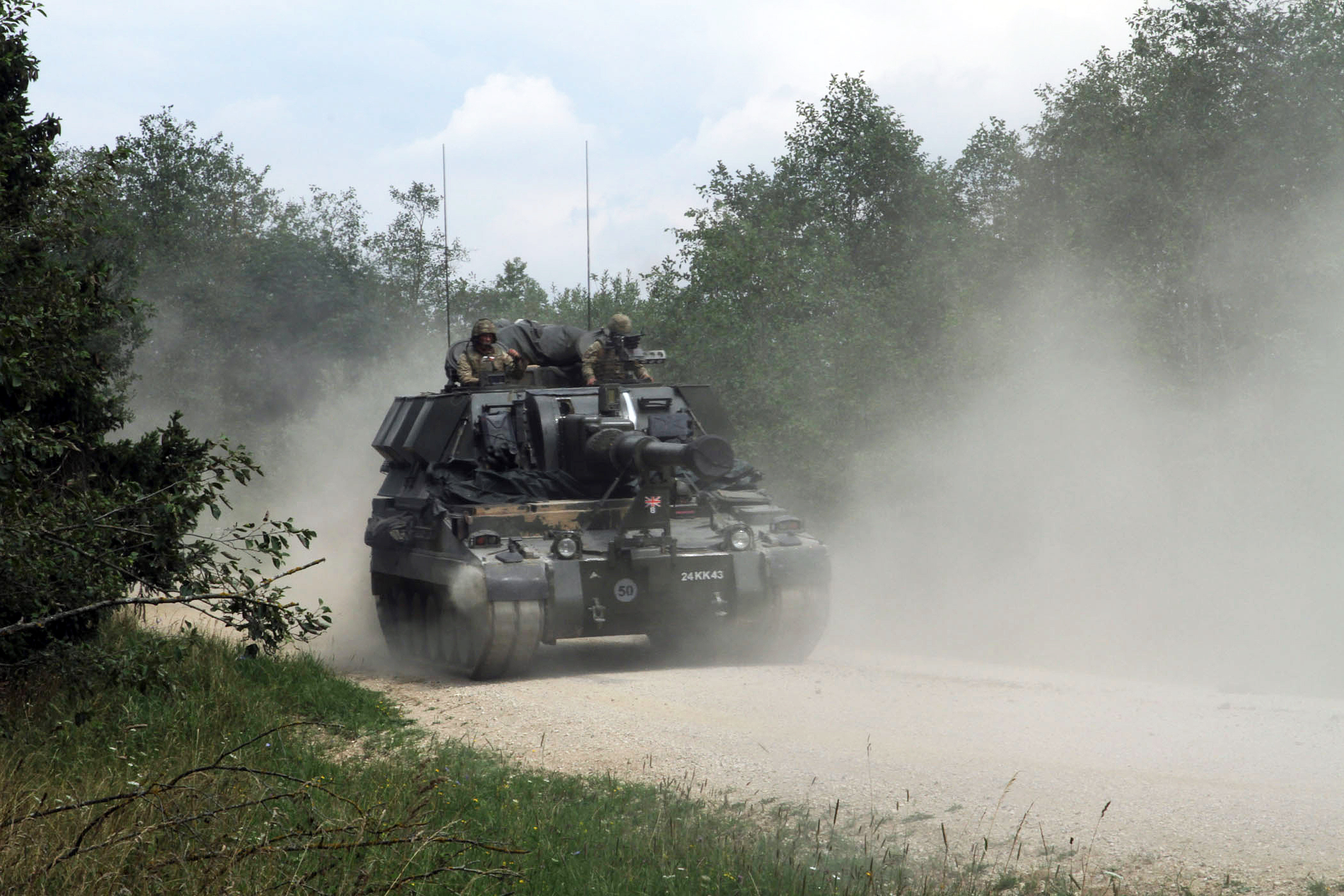
Panzerhaubitze AS90 des in Deutschland stehenden 26. Regiments während einer Übung in Grafenwöhr, 2014

## DieRoyal Artilleryin Deutschland
Im Rahmen der Stationierung britischer Truppen in Deutschland war im Gütersloher Stadtteil Sundern das 26th Regiment RA (Unterstellung: 1st Artillery Brigade beim Force Troops Command) kaserniert. Es bestand aus sechs Batterien und war mit AS90-Panzerhaubitzen ausgerüstet. Es lag in den Mansergh Barracks (1934/35 als Luftnachrichtenkaserne errichtet) an der Verler Straße. Das Regiment wurde 2019 nach Larkhill verlegt.